# 沃库
沃库（法語：Vecoux，法語發音：[vəku]）是法国大東部大區孚日省的一个市镇，属于埃皮纳勒区。

## 地理
沃库（47°58'44"N, 6°38'9"E）面积13.6 平方千米，位于法国大東部大區孚日省，该省份为法国东北部内陆省份，北起默兹省和默尔特-摩泽尔省，西接上马恩省，南至上索恩省和贝尔福地区省，东临上莱茵省和下莱茵省。
与沃库接壤的市镇（或旧市镇、城区）包括：摩泽尔河畔吕、多马坦莱勒米尔蒙、蒂耶福斯、瓦涅。

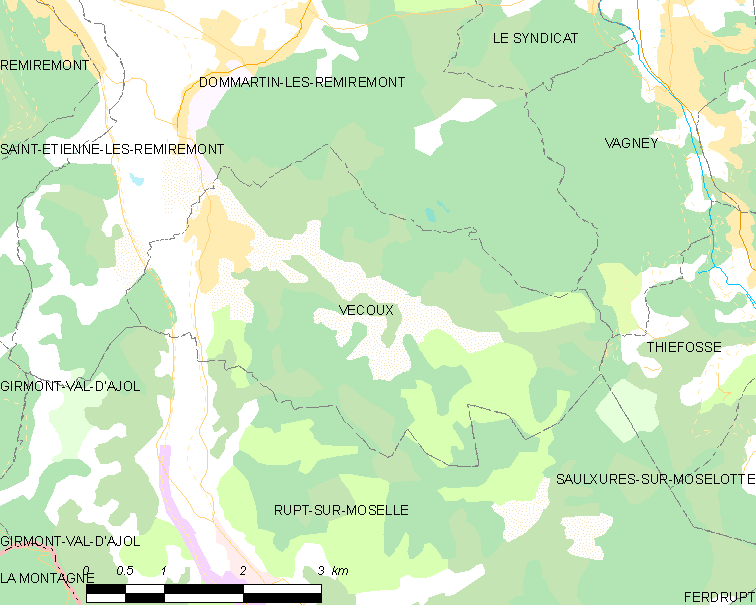
沃库的OSM定位图

沃库的时区为UTC+01:00、UTC+02:00（夏令时）。

## 行政
沃库的邮政编码为88200，INSEE市镇编码为88498。

## 政治
沃库所属的省级选区为勒蒂约县。

## 人口

1962-2008年间沃库人口变化图示

沃库于2022年1月1日时的人口数量为863人。